# 정영선
정영선은 현대그룹 고 정몽헌 회장과 현정은 회장의 장남이다. 현대엘리베이터그룹 회장에 취임할 예정이다. 1986